# Naultinus grayii
Naultinus grayii es una especie de gecko que pertenece a la familia Diplodactylidae. Es endémica de Nueva Zelanda.

## Distribución y hábitat
Su área de distribución se limita a Northland, la parte norte de la isla del Norte en Nueva Zelanda.

## Conservación
Naultinus grayii fue clasificada como una especie esparsa en riesgo de extinción según el Sistema de Clasificación de Amenaza de Nueva Zelanda (New Zealand Threat Classification System, NZTCS). 
También fue incluida en el "Apéndice II" de CITES, revisión del 12-06-2013, que requiere que el comercio de la especie sea restrictivo y controlado, así como en el apéndice B de los reglamentos relativo a la protección de especies mediante el control de su comercio en la Unión Europea.